# برنارد أدلبرت إميل
برنارد أدلبرت إميل (بالألمانية: Bernhard Adalbert Emil Koehne)‏ (و. 1848 – 1918 م) هو عالم نبات من ألمانيا .
توفي في برلين .